# Graettinger, Iowa
Graettinger là một thành phố thuộc quận Palo Alto, tiểu bang Iowa, Hoa Kỳ. Năm 2010, dân số của thành phố này là 844 người.

## Dân số
Dân số qua các năm:
- Năm 2000: 900 người.
- Năm 2010: 844 người.